# Cashiella atra
Cashiella atra är en svampart som beskrevs av Petr. 1951. Cashiella atra ingår i släktet Cashiella och familjen Dermateaceae.   Inga underarter finns listade i Catalogue of Life.